# Лазурное (Запорожская область)
Лазурное (укр. Лазурне) — село в Поляновском сельском совете Мелитопольского района Запорожской области Украины.
Код КОАТУУ — 2323083507. Население по переписи 2001 года составляло 492 человека.

## Географическое положение

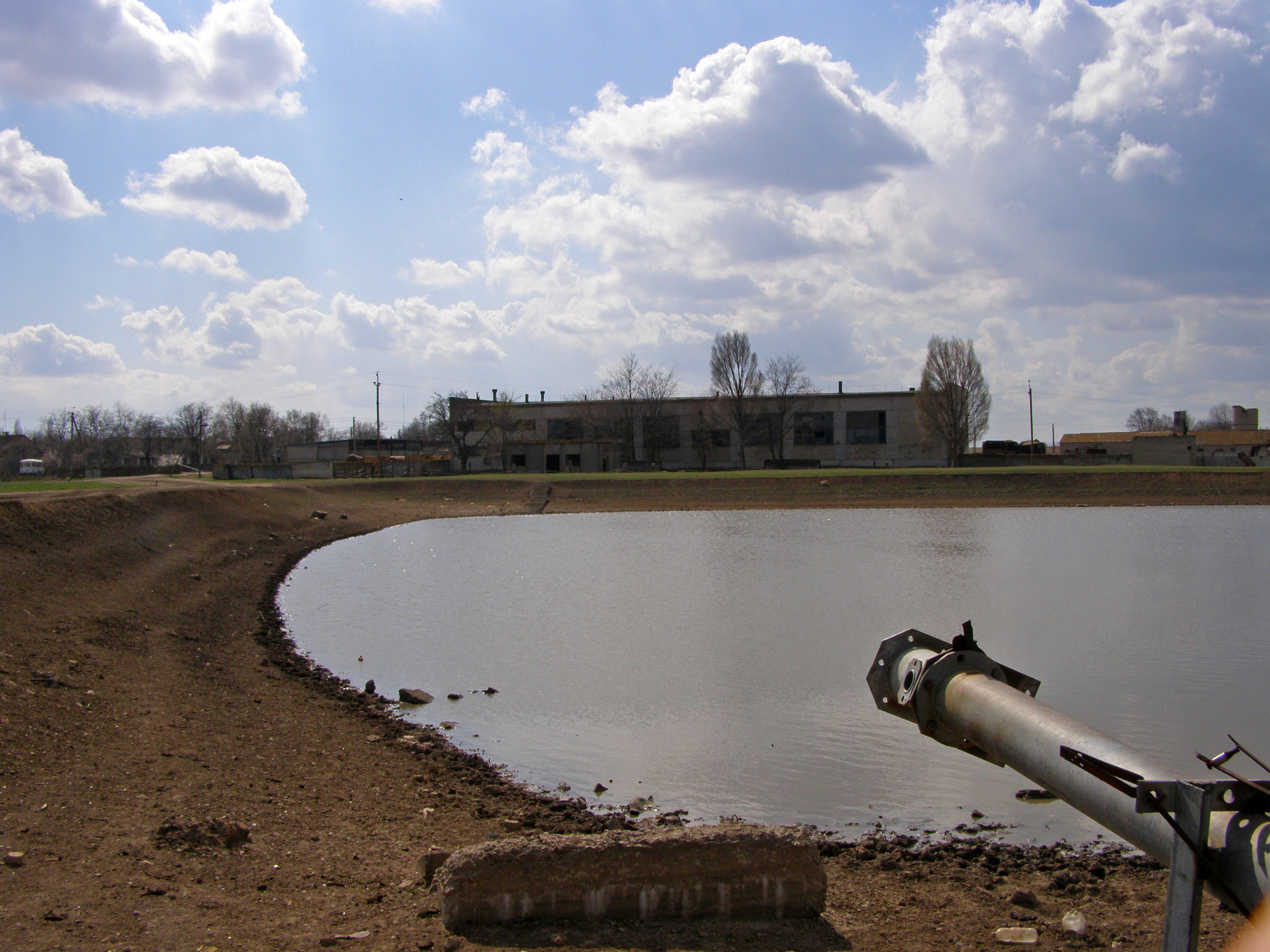
Ставок днём. На переднем плане труба, наполняющая ставок водой. В центре фотографии — мастерская для ремонта сельскохозяйственной техники.

Село Лазурное находится между реками Малый Утлюк и Большой Утлюк,
Рядом с селом протекает Канал Р-9.
В 1,5 км проходит автомобильная дорога М-14 (E 58).

## История
Село было основано в 1939 году как Учхоз МИМСХ. В 1986 году переименовано в Лазурное.
К 2007 году учхоз «Лазурное» обанкротился и была начата его реорганизация. Долги по зарплате продолжали возникать у предприятия, по крайней мере, до 2008 года.
В 2007—2008 годах недостроенное здание школы было разобрано, а стройматериалы незаконно проданы по заниженной цене.

## Объекты социальной сферы
Начальная школа. Лазурненская общеобразовательная школа I ступени расположена по адресу ул. Молодёжная, 8. В школе 4 класса, 13 учеников и 8 сотрудников. Язык преподавания русский. Директор — Карташова Наталья Александровна. В школе обучаются ученики младших классов, а старшеклассников организованно возят на учёбу в село Высокое на школьном автобусе.
Детский сад «Солнышко». Основан в 1963 году. В садике 45 воспитанников и 12 человек персонала. В него возят детей из 4 окрестных сёл. В садике 2 возрастных группы – старшая «Катигорошко» и младшая «Гномики».
Фельдшерско-акушерский пункт.
Готовится к открытию греко-католическая церковь.